# Проценко, Леонид Алексеевич
Леонид Алексеевич Проценко (1911—1943) — советский военнослужащий. Участник Великой Отечественной войны. Герой Советского Союза (1944, посмертно). Гвардии красноармеец.

## Биография
Леонид Алексеевич Проценко родился 20 июня 1911 года в селе Великий Бурлук Волчанского уезда Харьковской губернии Российской империи (ныне посёлок городского типа, административный центр Великобурлукского района Харьковской области Украины) в крестьянской семье. Украинец. Образование неполное среднее. По некоторым данным до призыва на военную службу жил и работал в Москве. В 1936—1939 годах проходил срочную службу в рядах Рабоче-Крестьянской Красной Армии. Служил в Ленинградской области. После демобилизации жил в городе Петрозаводске.
Вновь в Красную Армию Л. А. Проценко был призван Петрозаводским городским военкоматом Карело-Финской ССР осенью 1941 года. Прошёл переподготовку в военном лагере. В боях с немецко-фашистскими захватчиками красноармеец Л. А. Проценко с января 1942 года на Крымском фронте в должности телефониста артиллерийской батареи 422-го артиллерийского полка 157-й стрелковой дивизии 44-й армии. Участвовал в боях на Керченском полуострове. 14 мая 1942 года дивизия, в которой служил красноармеец Проценко, была выведена на Северный Кавказ для отдыха и пополнения, но в связи с прорывом немецко-фашистских войск к Дону она была спешно брошена на ликвидацию плацдарма немцев на левом берегу реки в районе станицы Цимлянской. С 4 августа 1942 года дивизия была подчинена 64-й армии. В её составе красноармеец Л. А. Проценко сражался в Сталинградской битве на Юго-Восточном, Сталинградском и Донском фронтах, участвовал в боях на юго-западных подступах к Сталинграду, в составе своего подразделения держал оборону на высотах у посёлка Бекетовка, принимал участие в окружении и ликвидации частей 6-й армии вермахта в Сталинграде. За отличие в Сталинградской битве приказом НКО СССР № 107 от 1 марта 1943 года 157-я стрелковая дивизия была преобразована в 76-ю гвардейскую, а 422-й артиллерийский полк стал 154-м гвардейским.
В марте 1943 года 76-я гвардейская стрелковая дивизия была передана в состав 61-й армии Брянского фронта и заняла позиции юго-западнее Белёва. Летом 1943 года телефонист 7-й батареи 154-го гвардейского артиллерийского полка гвардии красноармеец Л. А. Проценко участвовал в Курской битве на северном фасе Курской дуги. В ходе оборонительной фазы сражения и во время Орловской наступательной операции Леонид Алексеевич неоднократно под шквальным огнём противника восстанавливал связь наблюдательного пункта батареи с огневыми позициями, за что был награждён медалью «За отвагу». После завершения Курской битвы 76-я гвардейская стрелковая дивизия была ненадолго выведена в резерв и получила пополнение. Гвардии красноармеец Л. А. Проценко как наиболее опытный специалист был назначен старшим телефонистом. В первых числах сентября 1943 года дивизия была переброшена на Центральный фронт и продолжила наступление в составе 61 -й армии на черниговском направлении. 7-я батарея вместе с бойцами 239-я гвардейского стрелкового полка участвовала в штурме сильно укреплённого опорного пункта немецкой обороны — села Толстолес, а затем способствовала отражению трёх контратак пехоты и танков противника. В ходе ожесточённого боя старший телефонист Л. А. Проценко семь раз устранял порывы телефонной линии, обеспечив тем самым чёткое взаимодействие артиллерии со стрелковыми подразделениями.
Сломив сопротивление противника под Черниговом, передовые части 76-го гвардейского стрелкового полка 27 сентября 1943 года вышли к Днепру в районе села Мысы Репкинского района Черниговской области. В ночь на 28 сентября штурмовой отряд под командованием гвардии лейтенанта П. М. Бахарева форсировал Днепр и захватил небольшой плацдарм, на который начали переправу основные силы 239-го гвардейского стрелкового полка. 7-я батарея 154-го гвардейского артиллерийского полка прикрывала переправу огнём с левого берега. Вслед за стрелковыми подразделениями основное русло Днепра форсировали и бойцы 154-го гвардейского артиллерийского полка. Батареи расположились на островке, образованном основным руслом реки и её протокой, но для точной и эффективной стрельбы требовалась корректировка огня. С этой целью на самодельном плоту под яростным артиллерийским и миномётным огнём противника через протоку переправились командир 4-й батареи полка гвардии старший лейтенант Д. А. Гридин и старший телефонист 7-й батареи гвардии красноармеец Л. А. Проценко. Леонид Алексеевич быстро установил связь с огневыми позициями. Точным огнём гаубиц удалось сорвать несколько контратак противника и нанести ему большой урон. Немцы скоро смогли вычислить местонахождение наблюдательного пункта и открыли по нему яростный огонь из миномётов. В ходе боя телефонный кабель несколько раз был перебит осколками мин, и гвардии красноармеец Проценко вынужден был под обстрелом противника покидать блиндаж и восстанавливать связь. Во время обстрела осколком был разбит телефонный аппарат, но Леонид Алексеевич сумел быстро устранить повреждения. Артиллерия полка продолжала работать по целям, обеспечив успех стрелковых подразделений в бою за удержание плацдарма.
Накопив на завоёванном плацдарме достаточные силы, подразделения 76-й гвардейской стрелковой дивизии перешли в наступление и смогли продвинуться вперёд, но и противник подтянул резервы и регулярно переходил в контратаку. Для поддержки своей пехоты в ночь на 30 сентября 1943 года 154-й гвардейский артиллерийский полк на подручных средствах форсировал днепровскую протоку. Новые огневые позиции полка были оборудованы за озером Круговать. Красноармеец Проценко, передвигаясь где вброд, где вплавь, быстро протянул телефонный кабель и установил связь между наблюдательным пунктом в боевых порядках пехоты и батареей. В течение двух дней артиллеристы вели сокрушительный огонь по контратакующему противнику. 2 октября 1943 года во время очередной вражеской контратаки телефонный кабель был повреждён. Поддержка артиллерии была очень важна, и старший телефонист Проценко бросился устранять повреждение. Однако противник заметил бойца и открыл по нему ураганный огонь. Под градом пуль и осколков красноармеец Проценко продвигался по кабелю в поисках обрыва. Ему удалось перебраться через озеро и найти повреждение, но в этот момент осколком он был смертельно ранен в голову. Собрав последние силы, Леонид Алексеевич всё же сумел соединить провода и восстановить связь.
Указом Президиума Верховного Совета СССР «О присвоении звания Героя Советского Союза генералам, офицерскому, сержантскому и рядовому составу Красной Армии» от 15 января 1944 года за «образцовое выполнение боевых заданий командования по форсированию реки Днепр и проявленные при этом отвагу и геройство» гвардии красноармейцу Проценко Леониду Алексеевичу было присвоено звание Героя Советского Союза посмертно.
Похоронен Л. А. Проценко в селе Мысы Репкинского района Черниговской области Украины.

## Награды
- Медаль «Золотая Звезда» (15.01.1944, посмертно);
- орден Ленина (15.01.1944, посмертно);
- медаль «За отвагу» (20.07.1943).

## Память
- Герой Советского Союза Л. А. Проценко навечно зачислен в списки личного состава 1140-го гвардейского артиллерийского полка 76-й гвардейской десантно-штурмовой дивизии воздушно-десантных войск. На территории части в городе Пскове установлен бюст Л. А. Проценко.
- Именем Героя Советского Союза Л. А. Проценко названа улица в посёлке Великий Бурлук Харьковской области Украины.

## Документы
- Общедоступный электронный банк документов «Подвиг Народа в Великой Отечественной войне 1941—1945 гг.» Дата обращения: 10 июня 2013. Архивировано из оригинала 13 марта 2012 года.

Представление к званию Героя Советского Союза. Дата обращения: 10 июня 2013. Архивировано 10 июня 2013 года.
19984973 Указ Президиума Верховного Совета СССР о присвоении звания Героя Советского Союза. Дата обращения: 10 июня 2013. Архивировано 10 июня 2013 года.
27987265 Докладная на имя Верховного Главнокомандующего. Дата обращения: 10 июня 2013. Архивировано 10 июня 2013 года.
20384343 Медаль «За отвагу» (приказ о награждении). Дата обращения: 10 июня 2013. Архивировано 10 июня 2013 года.
- Обобщенный банк данных «Мемориал». Дата обращения: 10 июня 2013. Архивировано из оригинала 10 мая 2012 года.

ЦАМО, ф. 58, оп. 18002, д. 977.
ЦАМО, ф. 58, оп. 18001, д. 974.
Информация из списка захоронения ЗУ380-25-214.
Учётная карточка захоронения ЗУ380-25-214.
Схема захоронения ЗУ380-25-214.